# Tivsjön
Tivsjön är en sjö i Bräcke kommun och Ånge kommun i Medelpad och ingår i Ljungans huvudavrinningsområde. Sjön är 50,3 meter djup, har en yta på 3,11 kvadratkilometer och befinner sig 243 meter över havet. Sjön avvattnas av vattendraget Tivsjöån (Öraån).

## Delavrinningsområde
Tivsjön ingår i det delavrinningsområde (695248-152300) som SMHI kallar för Utloppet av Tivsjön. Medelhöjden är 279 meter över havet och ytan är 11,68 kvadratkilometer. Räknas de 13 avrinningsområdena uppströms in blir den ackumulerade arean 73,01 kvadratkilometer. Tivsjöån (Öraån) som avvattnar avrinningsområdet har biflödesordning 4, vilket innebär att vattnet flödar genom totalt 4 vattendrag innan det når havet efter 104 kilometer. Avrinningsområdet består mestadels av skog (61 procent). Avrinningsområdet har 3,02 kvadratkilometer vattenytor vilket ger det en sjöprocent på 25,8 procent.